# 空中北國
空中北國（日語：エアトゥーレ），是日本純種競賽馬匹。生涯活躍於短途一哩賽事，曾勝出阪神牝馬錦標，亦於KrisFlyer國際短途錦標及紀爾斯大賽中分別跑獲季軍及亞軍。

## 出賽前
1997年3月10日出生於北海道千歲市社台牧場，成長途中被馬主公司Lucky Field Co. Ltd.購入。
其後交由栗東訓練中心練馬師森秀行訓練。

## 競賽生涯

### 2歲（現3歲）
1999年10月10日出戰京都競馬場3歲新馬戰，比賽途中維持於後方位置逐步推進，然而於直路未能順利追近領放馬Yureru Omoi下以第二落敗。
2星期後再度出戰3歲新馬戰，本次稍為推前位置展開比賽下於直路成功尋找到位置突破，衝出之下成功取得領先，亦能防止後方來襲的Era Souvenir，以3/4馬位取得首勝。

### 4歲（現3歲）
2000年首戰為皇后盃，然而採用居中戰術下於直路未能順利加速，僅能維持均速姿態行進下以第七落敗。
其後出戰報知盃四歲牝馬特別，比賽初段以後上的姿態保持於馬群後方位置，於通過彎道時抽出大外檔準備加速。進入直路後，其於所在位置展開不俗的衝刺，最終追勢良好之下取得第三，並獲得櫻花賞出賽權。
4月9日出戰櫻花賞，但受到漏閘的影響下大幅落後並需要後上，於直路上縱然奮力加速仍然未能縮窄差距，最終以第十一大敗。
休養過後於秋季復出並以條件戰作為目標，於四場賽事中取得兩個冠軍。

### 4歲[a]
2001年越級挑戰三級賽京都牝馬錦標，維持於前方第五的位置下於直路初段經已開始加速，但最終未能迫近Taiki Dia下再被Grace Namura超越，以第三完賽。
2月重返條件戰出戰渦流錦標，於其中不敵Hagino Splendor取得第二。
休養大半年後於10月復出，並接連於兩場條件戰中取得連勝，成功晉級公開組。
年末其以阪神牝馬錦標作為目標，賽前取得第五人氣。比賽開始後，其順利搶出並進佔第三位置，於榮進無敵及勝山鈴駒後方位置推進。進入直路後，其待前方的對手失速後隨即衝出取得領先，及後繼續維持走勢下成功抵擋衝出的Moonlight Tango、痛快駒及Taiki Polar的追擊，奪得首個分級賽冠軍。

### 5歲
2002年首戰為京都牝馬錦標，雖然比賽大部份時間均維持於先頭第二的位置，但於直路逐漸力弱下以第四落敗。
其後出戰高松宮紀念，未能發揮實力下以第十大敗。
完成以上賽事後，陣營決定安排其進行遠征，首戰為新加坡的KrisFlyer國際短途錦標，於比賽途中維持穩定走勢下在直路逐步被北方小子及超頂收獲彈離，最終以第三落敗。
其後轉往歐洲，於新市場馬場的韋力馬房休養後在8月出戰法國的紀爾斯大賽。比賽開始後，其以一貫穩定的姿態維持節奏推進，於後段開始和May Ball展開纏鬥，最終被對手壓制下以3/4馬位落敗跑獲第二。
完成紀爾斯大賽後返回英國出戰短途盃錦標，然而未能於比賽途中施展加速而以第十一大敗。
返回日本稍為休養後以公開賽銀河錦標作為調整，於其中取得第三。
年末出戰阪神牝馬錦標以連霸為目標，但僅跑獲第八。

### 6歲
2003年其以阪急盃作為首戰，雖然於其中發揮不俗取得殿軍，但於正賽高松宮紀念中卻未能維持水準以第十六大敗。
其後，陣營決定安排其退役，並於4月12日取消日本中央競馬會的賽駒註冊。

### 詳細賽績
| 日期       | 舉辦國家 | 馬場   | 距離   | 級別 | 賽事名稱              | 負重 | 騎師     | 馬號 | 出馬 | 名次 | 時間   | 頭馬（二馬）        |
| ---------- | -------- | ------ | ------ | ---- | --------------------- | ---- | -------- | ---- | ---- | ---- | ------ | ------------------- |
| 30/10/1999 | 日本     | 京都   | 草1400 |      | 3歲新馬               | 53   | 武豐     | 12   | 16   | 1    | 1:22.9 | （Era Souvenir）    |
| 19/2/2000  | 日本     | 東京   | 草1600 | GIII | 皇后盃                | 53   | 武豐     | 6    | 16   | 7    | 1:36.9 | Future Sunday       |
| 12/3/2000  | 日本     | 阪神   | 草1400 | GII  | 報知盃四歲牝馬特別    | 54   | 武豐     | 10   | 16   | 3    | 1:23.4 | Saiko Kirara        |
| 9/4/2000   | 日本     | 阪神   | 草1600 | GI   | 櫻花賞                | 55   | 武豐     | 16   | 18   | 11   | 1:36.3 | Cheers Grace        |
| 14/10/2000 | 日本     | 京都   | 草1400 |      | 4歲以上500萬獎金以下  | 53   | 福永祐一 | 10   | 17   | 4    | 1:22.1 | Golden Bird         |
| 29/10/2000 | 日本     | 京都   | 草1400 |      | 4歲以上500萬獎金以下  | 53   | 福永祐一 | 10   | 14   | 1    | 1:21.7 | （Jo Digger）       |
| 12/11/2000 | 日本     | 京都   | 草1200 |      | 醍醐特別              | 53   | 福永祐一 | 3    | 16   | 5    | 1:08.9 | Namura Maika        |
| 16/12/2000 | 日本     | 阪神   | 草1400 |      | 4歲以上900萬獎金以下  | 53   | 杜滿萊   | 3    | 10   | 1    | 1:21.2 | （Hagino Splendor） |
| 28/1/2001  | 日本     | 京都   | 草1600 | GIII | 京都牝馬錦標          | 52   | 杜滿萊   | 4    | 16   | 3    | 1:35.3 | Grace Namura        |
| 24/2/2001  | 日本     | 阪神   | 草1400 |      | 渦流錦標              | 54   | 杜滿萊   | 3    | 14   | 2    | 1:21.8 | Hagino Splendor     |
| 27/10/2001 | 日本     | 京都   | 草1600 |      | 3歲以上1000萬獎金以下 | 55   | 藤田伸二 | 4    | 9    | 1    | 1:35.3 | （My Mariana）      |
| 17/11/2001 | 日本     | 東京   | 草1600 |      | 3歲以上1000萬獎金以下 | 56   | 武豐     | 3    | 14   | 1    | 1:35.5 | （Taiki Mobius）    |
| 16/12/2001 | 日本     | 阪神   | 草1600 | GII  | 阪神牝馬錦標          | 55   | 杜滿萊   | 8    | 16   | 1    | 1:33.5 | （Moonlight Tango） |
| 27/1/2002  | 日本     | 京都   | 草1600 | GIII | 京都牝馬錦標          | 55   | 武豐     | 10   | 12   | 4    | 1:36.4 | 流行金曲            |
| 24/3/2002  | 日本     | 中京   | 草1200 | GI   | 高松宮紀念            | 55   | 福永祐一 | 10   | 18   | 10   | 1:09.8 | 湘南之戰            |
| 11/5/2002  | 新加坡   | 克蘭芝 | 草1200 | GIII | KrisFlyer國際短途錦標 | 55.5 | 武豐     | 11   | 12   | 3    | 1:09.9 | 北方小子            |
| 11/8/2002  | 法國     | 多維爾 | 草1300 | GI   | 紀爾斯大賽            | 56.5 | 武豐     | 6    | 9    | 2    | 1:17.7 | May Ball            |
| 7/9/2002   | 英國     | 希鐸   | 草1200 | GI   | 短途盃錦標            | 55.5 | 武豐     | 12   | 14   | 11   | 1:12.4 | 志氣高              |
| 24/11/2002 | 日本     | 中山   | 草1600 | OP   | 銀河錦標              | 54   | 四位洋文 | 1    | 13   | 3    | 1:33.7 | 天鵝騎士            |
| 15/12/2002 | 日本     | 阪神   | 草1600 | GII  | 阪神牝馬錦標          | 55   | 四位洋文 | 16   | 16   | 8    | 1:33.9 | Diamond Biko        |
| 2/3/2003   | 日本     | 阪神   | 草1200 | GIII | 阪急盃                | 56   | 龐利萊   | 13   | 15   | 4    | 1:09.1 | 湘南之戰            |
| 30/3/2003  | 日本     | 中京   | 草1200 | GI   | 高松宮紀念            | 55   | 四位洋文 | 5    | 18   | 16   | 1:09.2 | 信念                |

a 由2001年開始，日本跟隨國際馬齡顯示標準，以實歲標記馬匹

## 退役後
退役後，空中北國成為了配種馬，於北海道千歲市社台牧場休養，在2003年進行配種。首匹子嗣天涯海角在2004年出生，可於2006年出賽。2007年10月13日，北國隊長在每日盃兩歲錦標取勝，成為了首匹勝出分級賽的子嗣。2008年4月20日，北國隊長於皋月賞取勝，成為首匹勝出一級賽的空中北國子嗣。
2018年產下第十二匹子嗣Nordende後由繁殖雌馬退役，前往北海道日高町社台藍草牧場進行養老生活。
2021年3月13日，其因衰老以24歲之齡死亡。

### 主要子嗣

#### 一級賽優勝子嗣
粗體字為一級賽
2005年生
- 北國隊長（每日盃兩歲錦標、皋月賞、兩次朝日挑戰盃）

#### 分級賽優勝子嗣
2004年生
- 天涯海角（人馬錦標、絲路錦標）

2009年生
- Crans Montana（小倉紀念）

2016年生
- 銀音速（長途馬錦標、 紅海草地讓賽）

### 詳細繁殖資料
| 數目     | 馬名           | 出生年 | 性別 | 父系     | 練馬師                         | 馬主                     | 戰績                                                 |
| -------- | -------------- | ------ | ---- | -------- | ------------------------------ | ------------------------ | ---------------------------------------------------- |
| 第一匹   | 天涯海角       | 2004   | 雌   | 富士奇蹟 | 栗東・森秀行 →美浦・奧平雅士   | Shadai Race Horse Co Ltd | 14戰7冠1亞1季（退役・繁殖） 分級賽2勝                |
| 第二匹   | 北國隊長       | 2005   | 雄   | 愛麗速子 | 栗東・森秀行                   | Shadai Race Horse Co Ltd | 20戰5冠2亞3季（退役・種馬） 分級賽4勝、內含一級賽1勝 |
|          | （死胎）       |        |      | 夜舞     |                                |                          |                                                      |
|          | （受胎失敗）   |        |      | 新宇宙   |                                |                          |                                                      |
| 曼城茶座 | （受胎失敗）   |        |      |          |                                |                          |                                                      |
| 第三匹   | Satono O       | 2008   | 雄   | 大震撼   | 美浦・藤澤和雄                 | 里見治                   | 21戰2冠0亞2季（退役）                                |
| 第四匹   | Crans Montana  | 2009   | 雄   | 大震撼   | 栗東・音無秀孝                 | Shadai Race Horse Co Ltd | 54戰7冠8亞6季（退役） 分級賽1勝                      |
| 第五匹   | Regeneration   | 2010   | 雄   | 愛麗速子 | 栗東・角居勝彥                 | Shadai Race Horse Co Ltd | 3戰1冠1亞1季（退役）                                 |
| 第六匹   | Miracle Horse  | 2011   | 雄   | 荒漠英雄 | 高知・松木啟助                 | 松木和子                 | 51戰6冠7亞3季（退役）                                |
| 第七匹   | 北國貴妃       | 2012   | 雌   | 大震撼   | 栗東・安田隆行                 | Shadai Race Horse Co Ltd | 14戰2冠0亞2季（退役・繁殖）                          |
| 第八匹   | Terra Nova     | 2013   | 雌   | 比薩勝駒 | 栗東・須貝尚介                 | Shadai Race Horse Co Ltd | 30戰4冠6亞5季（退役・繁殖）                          |
| 第九匹   | Heaven Tonight | 2014   | 雄   | 大和主將 | 栗東・杉山晴紀 →大井・荒山勝德 | Shadai Race Horse Co Ltd | 32戰4冠3亞3季（退役）                                |
|          | （受胎失敗）   |        |      | 黃金巨匠 |                                | Shadai Race Horse Co Ltd |                                                      |
| 第十匹   | 銀音速         | 2016   | 雄   | 黃金巨匠 | 栗東・池江泰壽                 | Shadai Race Horse Co Ltd | 24戰6冠3亞7季（退役） 分級賽2勝（退役）              |
| 第十一匹 | Num Ami Dabutz | 2017   | 雄   | 黃金巨匠 | 栗東・石坂公一 →美浦・加藤和宏 | 小阪優友 →仔馬相機       | 33戰2冠4亞2季（現役）                                |
| 第十二匹 | Nordende       | 2018   | 雄   | 拳壇奇蹟 | 美浦・金成貴史                 | Shadai Race Horse Co Ltd | 1戰0冠0亞0季（退役）                                 |

## 血統簡介
父系爲愛爾蘭生產的意大利賽駒東來兵，曾勝出凱旋門大賽，退役後於日本配種，和週日寧靜及百仁時間被一同稱爲改變日本賽馬的三匹種馬。祖父Kampala爲英國賽駒，生涯戰績不俗，曾勝出三級賽。
母系滑雪天堂為美國出生的法國賽駒，生涯戰績優秀，曾勝出一級賽隆尚磨坊大賽。外祖父利法爾為美國生產的法國賽駒，出自著名種馬北地舞人系，生涯亦僅得一敗，退役後亦成爲歐洲著名種馬，現以成爲一支獨立系統。

### 血統表
| 父線：Zeddaan系（Grey Sovereign系） |                              |                   |               |
| 種馬 東來兵 1983年（棗色）          | Kampala 1976年（栗色）       | Kalamoun          | Zeddaan       |
| 種馬 東來兵 1983年（棗色）          | Kampala 1976年（栗色）       | Kalamoun          | Khairunissa   |
| 種馬 東來兵 1983年（棗色）          | Kampala 1976年（栗色）       | State Pension     | Only for Life |
| 種馬 東來兵 1983年（棗色）          | Kampala 1976年（栗色）       | State Pension     | Lorelei       |
| 種馬 東來兵 1983年（棗色）          | Severn Bridge 1965年（棗色） | Hornbeam          | Hyperion      |
| 種馬 東來兵 1983年（棗色）          | Severn Bridge 1965年（棗色） | Hornbeam          | Thicket       |
| 種馬 東來兵 1983年（棗色）          | Severn Bridge 1965年（棗色） | Priddy Fair       | Preciptic     |
| 種馬 東來兵 1983年（棗色）          | Severn Bridge 1965年（棗色） | Priddy Fair       | Campanette    |
| 繁殖雌馬 滑雪天堂 1990年（灰色）    | 利法爾 1969年（棗色）        | 北地舞人          | Nearctic      |
| 繁殖雌馬 滑雪天堂 1990年（灰色）    | 利法爾 1969年（棗色）        | 北地舞人          | Natalma       |
| 繁殖雌馬 滑雪天堂 1990年（灰色）    | 利法爾 1969年（棗色）        | Goofed            | Court Martial |
| 繁殖雌馬 滑雪天堂 1990年（灰色）    | 利法爾 1969年（棗色）        | Goofed            | Barra         |
| 繁殖雌馬 滑雪天堂 1990年（灰色）    | Ski Goggle 1980年（灰色）    | Royal Ski         | Raja Baba     |
| 繁殖雌馬 滑雪天堂 1990年（灰色）    | Ski Goggle 1980年（灰色）    | Royal Ski         | Coz Onijinsky |
| 繁殖雌馬 滑雪天堂 1990年（灰色）    | Ski Goggle 1980年（灰色）    | Mississippi Siren | Delta Judge   |
| 繁殖雌馬 滑雪天堂 1990年（灰色）    | Ski Goggle 1980年（灰色）    | Mississippi Siren | Cable Censor  |
| 雌系：號族：3-l                     |                              |                   |               |
| 五代內近親交配：Fair Trial 5×5      |                              |                   |               |

## 命名由來
名字中，Air（エア）是馬主公司Lucky Field Co. Ltd.之冠名，出自NBA球星米高·佐敦的別名，亦有佛教中代表「空」的含意，Thule（トゥーレ）出自古希臘神話中位於極北之地許珀耳玻瑞亞中的圖勒，香港採「北國」作為翻譯。

## 外部連結
- 空中北國 netkeiba.com
- 血統表